# Lewiston (ville, New York)
Pour le village du même nom, voir Lewiston (village, New York). Pour les autres homonymes, voir Lewiston.
Lewiston est une ville (town) du comté de Niagara dans l’État de New York aux États-Unis.
On y trouve une basilique Notre-Dame-de-Fátima, reconnue sanctuaire national par la Conférence des évêques catholiques des États-Unis.